# Luděk Pacák
Luděk Pacák (20. února 1902 Praha – 19. března 1976 tamtéž) byl český spisovatel a hudební skladatel.

## Život
Od dětství hrál na housle a klavír. Vedle studií na reálce pokračoval ve studiu hudby soukromě. Jeho učitelem harmonie byl Otakar Šín a na housle byl žákem Rudolfa Reissiga a instrumentaci jej učil Erwin Schulhoff. Vykonal státní zkoušku z hry na housle. Zaměstnán byl v několika pražských divadlech a v jiných uměleckých zařízeních. Proslul zejména jako autor oblíbených operet. Psal hudební referáty do tisku, zejména do Lidových novin (později do Lidové demokracie). Pro dějiny hudebního života v Praze je významná jeho monografie Dějiny pražských operetních divadel.

## Dílo

### Operety
- Opět přišel máj (1932)
- Kohout (1936)
- Kykyryký (1936)
- Děvče za všechny peníze (1940)
- Pražský flamendr (1940)
- Drahoušku, ano? (1940)
- Růžový postilion (1943)
- Sojkovský pivovar (1945)
- Švejk v protektorátě (1946)

### Scénická hudba
- Svatební cesta (hudba k filmu, 1938)
- Molière: Jeho urozenost měšťák (1950)
- Josef Kajetán Tyl: Jiříkovo vidění (1951)
- Václav Kliment Klicpera: Hadrián z Římsů (1952)
- Carlo Goldoni: Poprask na laguně (1953)

### Literární dílo
- Dějiny pražských operetních divadel. Praha, Josef Dolejší, 1946